# Episodi di Ellen (quarta stagione)
La quarta stagione della serie televisiva Ellen è stata trasmessa in anteprima negli Stati Uniti d'America dalla ABC tra il 18 settembre 1996 e il 14 maggio 1997.
| nº | Titolo originale                | Titolo italiano | Prima TV USA      | Prima TV Italia |
| -- | ------------------------------- | --------------- | ----------------- | --------------- |
| 1  | Give Me Equity or Give Me Death |                 | 18 settembre 1996 |                 |
| 2  | A Deer Head for Joe             |                 | 25 settembre 1996 |                 |
| 3  | Splitsville, Man                |                 | 2 ottobre 1996    |                 |
| 4  | The Parent Trap                 |                 | 16 ottobre 1996   |                 |
| 5  | Looking Out for Number One      |                 | 23 ottobre 1996   |                 |
| 6  | The Bubble Gum Incident         |                 | 30 ottobre 1996   |                 |
| 7  | Harold and Ellen                |                 | 6 novembre 1996   |                 |
| 8  | Not So Great Expectations       |                 | 13 novembre 1996  |                 |
| 9  | The Pregnancy Test              |                 | 20 novembre 1996  |                 |
| 10 | Kiss My Bum                     |                 | 27 novembre 1996  |                 |
| 11 | Bowl, Baby, Bowl                |                 | 4 dicembre 1996   |                 |
| 12 | Fleas Navidad                   |                 | 18 novembre 1996  |                 |
| 13 | Alone Again... Naturally        |                 | 8 gennaio 1997    |                 |
| 14 | Joe's Kept Secret               |                 | 15 gennaio 1997   |                 |
| 15 | Makin' Whoopie                  |                 | 22 gennaio 1997   |                 |
| 16 | Ellen Unplugged                 |                 | 5 febbraio 1997   |                 |
| 17 | Ellen's Deaf Comedy Jam         |                 | 12 febbraio 1997  |                 |
| 18 | Hello, Dalai                    |                 | 19 febbraio 1997  |                 |
| 19 | Secrets & Ellen                 |                 | 26 febbraio 1997  |                 |
| 20 | Reversal of Misfortune          |                 | 4 marzo 1997      |                 |
| 21 | The Clip Show Patient           |                 | 8 aprile 1997     |                 |
| 22 | The Puppy Episode               |                 | 30 aprile 1997    |                 |
| 23 | Hello Muddah, Hello Faddah      |                 | 7 maggio 1997     |                 |
| 24 | Moving On                       |                 | 14 maggio 1997    |                 |